# 荷蘭最高法院
荷蘭最高法院（荷蘭語：Hoge Raad der Nederlanden）是荷蘭、庫拉索、聖馬丁和阿魯巴的最高法院，最高法院於1838年10月1日建立在荷蘭海牙。
最高法院的管轄權主要在於民事、刑事（犯罪）以及稅務關係的相關案例，上訴法院有權把訴訟權移交給最高法院（cassation），但是僅限於下級法院在合理的推論卻無合適的法條來判決，那時的爭點不在於事實而是相關案例的議題性 ，法院不排除通過國會秘書長以及條約所必須增修的憲法性法律（例如馬斯垂克條約通過後所需要修正民意代表選舉的規定），以致於荷蘭和他國不一樣的地方在於他們沒有憲法法院。
最高法院共有41名法官，包含一名首席法官、六名副首席法官、三十一名法官（raadsheren）以及三名特殊領域的法官（buitengewone dienst），所有的法官在任命後都可以任職到七十歲。现任首席法官为 Dineke de Groot。

## 簡史
判決制度在荷蘭發展深受法國影響，其淵源是18世紀法國大革命後法國占領荷蘭成立巴達維亞共和國，最高法院在1838年格羅特·拉德·馮·梅赫倫主導成立，當時的最高法院是繼承荷蘭共和國的最高法院、西蘭省和西弗里斯蘭省的高等上訴法院。

## 運作
荷蘭最初的法院制度是有五個上訴法院（gerechtshoven），此後在訴訟中任何一個當事人都可以上訴到最高法院。

## 組成以及現有法官
所有最高法院的法官都由皇家命令所任命，而通常人選名單都有三種版本，由荷蘭國會二院（下議院）來建議最高法院人選，最高法院的法官就如荷蘭其他地區的法官一樣，是有任期保障的在任命後可以任職到70歲，當法官年紀到60歲左右通常會轉任到特殊領域的，那種資深的法官就會積極凸顯法官的角色。
最高法院通常會分成四種法庭：
- 民事法庭
- 刑事（犯罪）法庭
- 稅務法庭
- 申訴法庭

四個法庭的法官都是專案挑選，而這個挑選是包含首席法官。

### 民事法庭
- 漢斯·弗羅斯，副首席法官兼任庭長
- 丹特密·勃霍斯特副首席法官
- 奧斯卡·迪·薩福尼·洛曼，法官
- 安娜瑪麗·馮·柏區曼·史普斯，法官
- 恩斯特·諾曼，法官
- 弗雷德·哈默斯坦，法官
- 朱靂·馮·歐馮，法官
- 威廉·馮·史區德，法官
- 弗洛·伯克里斯，法官
- 賽斯·史卓夫科，法官
- W.D.H.阿瑟，法官
- C.E.丹諾，法官

### 刑事法庭
- F.H.塞克斯頓，副首席法官兼庭長
- G.J.M.卡爾登斯，首席法官
- A.J.A.馮·丹洛，副首席法官
- B.C.迪·賽洛弗·洛曼，法官
- J.W.艾賽克，法官
- J.迪·海洛，法官
- W.M.E.湯馬遜，法官
- H.A.G.史普利特·馮·肯，法官
- W.F.格洛斯，法官
- C.H.W.M.史迪克，法官
- M.A.洛斯，法官
- J.P.柏克馬，特殊領域

### 稅務法庭
- D.G.馮·弗利特，副首席法官
- J.W.馮·迪·柏格，副首席法官
- C.B. 巴文克，法官
- A.R. 朗米斯，法官, justice
- C.J.J.馮·曼尼，法官
- E.N.普特，法官
- C. 史區普，法官
- J.W.M. 締吉利，法官
- A.H.T. 漢希特卡普，法官
- J.A.C.A. 奧福岡威，法官
- M.W.C. 弗特斯，法官
- P.M.F.馮·朗，法官
- M.A. 弗史洛，法官
- R.J. 卡普曼，法官
- A.E.M.馮·迪·普特·洛威，特殊領域
- L.曼尼，特殊領域
- P.蘭洛斯，特殊領域

## 註解
1. ↑  . Rechtspraak.nl. Hoge Raad der Nederlanden. 2020-03-13  [2023-04-29]. （原始内容存档于2023-01-14） （荷兰语）.
2. ↑  . Rechtspraak.nl. De Rechtspraak. 2007-07-27  [2009-12-02]. （原始内容存档于2009-10-19） （荷兰语）.
3. 1 2  . Rechtspraak.nl. De Rechtspraak. 2004-09-18  [2009-12-02] （荷兰语）.[永久]
4. ↑  . Rechtspraak.nl. De Rechtspraak. 2009-08-10  [2009-12-02]. （原始内容存档于2009-10-16）.
5. ↑  According to article 120 of the Constitution of the Netherlands, judges will not rule on the constitutionality of laws passed by the States-General and treaties.
6. 1 2  . Rechtspraak.nl. De Rechtspraak. 2004-10-14  [2009-12-02]. （原始内容存档于2008-12-15） （荷兰语）.

## 相關連結
- Official website （页面存档备份，存于）
- List of judges (in Dutch)